# Сівчук Сервіля
Сівчук Сервіля (Onconotus servillei) — вид прямокрилих комах родини коників (Tettigoniidae).

## Назва
Вид названо на честь французького ентомолога Жана Сервіля (1775-1858).

## Поширення
Вид поширений від Східної Європи (Україна) до Західного Сибіру та Казахстану. Деякі ізольовані популяції існують у Румунії, Болгарії, Сербії та Угорщині. Мешкає в степових біотопах, переважно з чагарниками та на лісових галявинах.

## Опис
Комаха завдовжки 20-25 мм. Тіло масивне, темно-коричневе з жовтуватим малюнком на переднеспинці у самців. Голова кулястої форми з округлими очима. Крила у самців сильно вкорочені, не виступають з-під переднеспинки, у самиць крила недорозвинені. Яйцеклад самиці до 16-17 мм завдовжки, у вершинній своїй половині плавно загнутий вниз

## Спосіб життя
Харчується рослинністю. Зазвичай комахи тримаються на поверхні ґрунту, зрідка піднімаються на нижні частини стебел рослин. Період розмноження припадає на серпень. Під час періоду розмноження самці голосно цокочуть, залучаючи самиць. Яйця відкладаються у ґрунт серед рослин. Зимують яйця, з яких навесні у травні відроджуються личинки. Стадія личинки триває 2,5-3 місяці.